# Cap Waite
Le cap Waite est un cap d'Antarctique occidental situé à l'extrémité nord-ouest de la péninsule de King, elle-même à l'extrémité nord-ouest de la terre d'Ellsworth, et qui s'avance dans la mer d'Amundsen à l'entrée du détroit du Peacock en séparant la côte de Walgreen vers l'ouest de la côte de Eights vers l'est. Il a été baptisé en l'honneur de Carl J. Herlacher, cartographe de la marine américaine.